# Notiobiella barnardi
Notiobiella barnardi är en insektsart som beskrevs av Monserrat 1984. Notiobiella barnardi ingår i släktet Notiobiella och familjen florsländor. Inga underarter finns listade i Catalogue of Life.